# 葉定仕故居

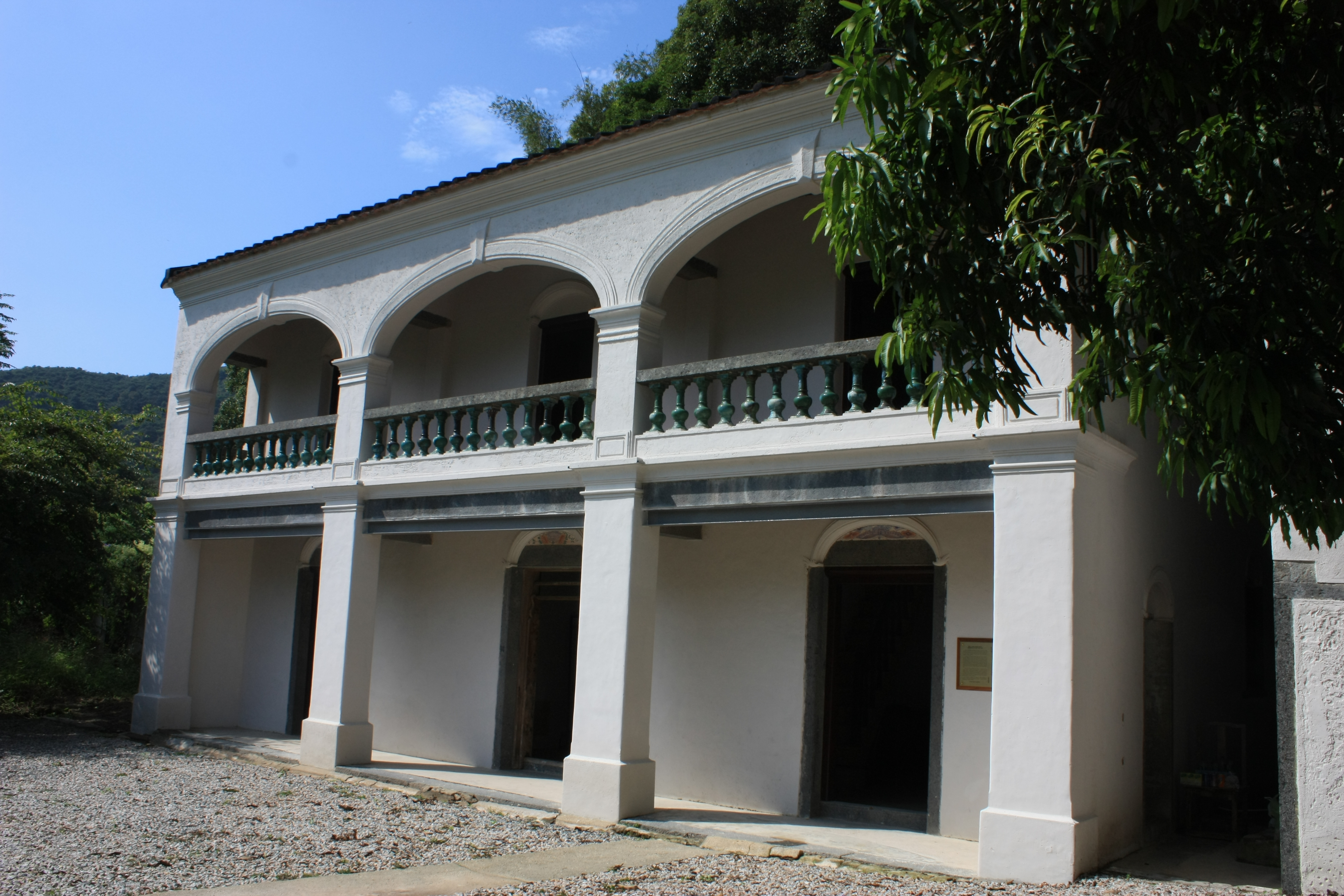
葉定仕故居

葉定仕故居位於香港沙頭角蓮麻坑，建於約1907年，由蓮麻坑村葉氏第八代葉定仕出資興建。葉定仕於19世紀90年代初加入同盟會，積極支持孫中山的革命活動，因此葉氏建屋時仿照孫中山翠亨村的故居興建。葉定仕故居的歷史背景及建築風格甚具價值，葉定仕故居曾被香港古物古蹟辦事處評為二級歷史建築，而政府於2009年11月刊憲，將故居提升為法定古蹟。

## 葉定仕生平
葉定仕生於1882年(有說1879年)，乃蓮麻坑葉氏的第8世祖。葉定仕年少時曾到泰國當裁縫，承包軍服製作，並累積了一定財富。1908年孫中山到訪泰國尋求海外華僑支援其革命事業，葉定仕因此成為同盟會的活躍份子，主持客家人加盟工作，並曾參與數次反清起義，辛亥革命後也曾參與反軍閥運動。1936年，葉定仕於泰國的物業在當地的排華運動中被土匪霸佔，葉定仕遂與家人回港定居於蓮麻坑的住所。1943年，葉定仕在日本佔領香港期間逝世。

## 建築特色
葉定仕故居混合中西建築風格，使用木材及青磚建造。房屋外觀為意大利式建築風格，設計簡約對稱。整棟建築樓高兩層，每層各有3個房間，正立面設有門廊，並以方柱支撐著上層的陽台，而陽台的欄桿則以琉璃花瓶作裝飾。屋頂採用中式金字瓦頂，而外牆則繪上吉祥圖案的壁畫。
故居自1967年後丟空，屋內物品被人搜掠後大多已散失，連葉定仕的個人資料也消失無蹤，包括他當年參與同盟會的文件。現時大屋日久失修，屋外雜草叢生，露台走廊木板破爛不堪，連外牆也需要木條固定支撐，以免倒塌。

## 未來發展
政府於2008年發表「邊境禁區土地規劃研究」，建議將蓮麻坑剔出禁區範圍之外，並活化區內包括葉定仕故居的古蹟，冀以點、線、面方式，把具文化遺產價值的建築物串連發展生態旅遊，鼓勵非政府組織把空置屋宇及已荒廢學校發展作度假營，並設立文物徑，將附近的古蹟連接起來，促進旅遊。

## 外部連結
- 香港法定古蹟 - 新界：葉定仕故居 （页面存档备份，存于）